# Mesochorus vafer
Mesochorus vafer là một loài tò vò trong họ Ichneumonidae.